# Imerinaea
Imerinaea là một chi thực vật có hoa đơn loài của họ Lan. Loài duy nhất là Imerinaea madagascarica và là loài đặc hữu của miền bắc Madagascar. It is lithophilic and grows in shady areas under trees among mosses and lichens.